# نیاط
نیاط یا تاو کژدم یک ستاره است که در صورت فلکی کژدم قرار دارد.
نیاط در عربی به معنای شاهرگ‌ها است که منظور از آن شاهرگ‌های کژدم در این صورت فلکی است. در قدیم نیاط را دو ستاره توصیف می‌کردند که در میان آنها قلب عقرب واقع است.
تاو کژدم (نیاط)
نیاط ( τ کژدم)، به طور رسمی به عنوان شناخته شده Paikauhale / ˌ، یک  ستاره در جنوب زودیاک صورت فلکی از عقرب . قدر ظاهری آشکار از نیاط 2.8 است،
تاو عقرب
محل قرارگیری τ Scorpii (حلقه ای)
جزئیات
جرم
0.1 ± 15.0 ، [6] 14.5-14.7 [7]  M ☉
شعاع
6.5 [3]  R ☉
درخشندگی
20،400 [7]  L ☉
Paikauhale (ستاره A) ، Alniya   
در مقایسه با خورشید ، Tau Scorpii یک ستاره بزرگ OB  
↘↘↘↘↘
"نامگذاری"
τ Scorpii ( به لاتین Tau Scorpii ) نام ستاره بایر است .
Tau Scorpii و Sigma Scorpii با هم نام سنتی Al Niyat (یا Alniyat ) برگرفته از عربی النياط al-niyāţ "عروق" و اشاره به موقعیت خود را در کنار ستاره Antares ، قلب عقرب ، با Tau Scorpii ستاره تا جنوب. [16]
Paikauhale نام هاوایی Tau Scorpii است. [17] [18] در فرهنگ لغت هاوایی توسط Pukuʻi & Elbert (1986) ، کلمه paikauhale [ˈpəiˈkəuˈhale] به این صورت تعریف شده است که از خانه به خانه گشت و گذار می کند . در فرهنگ لغت دیگر هاوایی (HW Kent ، 1993 ، "خزانه واژه های هاوایی در صد و یک گروه" ، ص 367) ، paikauhale به عنوان Vagabond که خانه ندارد ، تعریف شده است . سرگردان خانه به خانه.
در سال 2016 ، IAU یک گروه کاری در مورد نام ستاره ها (WGSN) [19] برای فهرست بندی و استاندارد سازی نام های مناسب برای ستاره ها تشکیل داد. WGSN نام Paikauhale را برای ستاره A در 10 آگوست 2018 تصویب کرد و اکنون در لیست نام های ستاره ای مورد تایید IAU قرار دارد.  نام آلنیات به سیگما عقرب داده شد.
↘↘↘↘↘
("خواص")
Al NIYAT (تاو عقرب). بسیاری از ستارگان آسمان با همان نام یا مشابه نامیده می شوند.  "در عربی به معنای ،  النیت ، "شریان" قلب عقرب ، سیگمای فوقانی بایر ، پایین ترین آن تاو شناخته می شوند. بزرگی اواسط سوم،،ودرمکان هفتم صورت فلکی قراردارد B  430 سال نوری با ما فاصله دارد Niyat (Tau) از Sigm) ا. سیگما باید بسیار روشن تر از Tau به نظر برسد ،. از دمای بالای  کلوین و درخشندگی آن ، یک شعاع  مانند سیگما ، تاو همچنین عضو "انجمن عقرب علیا" . محبوبیت آن به دلیل ستاره داغ ، درخشندگی ، وضوح طیف ناشی از چرخش آهسته و تکینگی آن است. برخلاف بسیاری از ستارگان در نوع خود ، تاو کاملاً مجرد به نظر می رسد ، . مطالعات دقیق ترکیبات نشان می دهد که آل نیات (تاو) در عناصر مختلف ، به ویژه اکسیژن و آهن ، نسبت به خورشید کمبود دارد.
 
آل نیات (سیگما و تاو اسکورپی)
سیگما اسکورپی و خوشه کروی M4 . در سمت چپ تصویر سحابی Antares آغاز می شود.
Al Niyat (سیگما و تاو عقرب ) دو ستاره با درخشش مشابه در صورت فلکی عقرب با همان نام عربی ، به معنی "شریان" هستند. آنها رگهایی را که از "قلب" عقرب ، آنتارس دور می شوند ، علامت گذاری می کنند سیگما اسکو یک سیستم چندگانه است   ، اگرچه به نظر می رسد تقریباً ""سیصد ""نور- سالها ازمرکز این گروه است
در چین باستان ، آنتارس سرخ رنگ ، هوو ، ستاره آتش نامیده می شد . با دو فلنجر خود ، سیگما و تاو اسکورپی ، Xin ، قلب اژدهای آبی را تشکیل داد ، که پنجمین عمارت قمری نام خود را از آن گرفت. همچنین گفته شد که آنتارس / هوو تاج و تخت امپراطور را نشان می دهد (چندین نفر از آنها را در نقاط مختلف آسمان داشت) با سیگما ولیعهد ولیعهد در یک طرف نشسته و تاو نماینده پسر صیغه دیگر.
مردم بومی Boorong در شمال غربی ویکتوریا این ستاره را (همراه با σ Sco)به عنوان همسران (Djuit ( Antares می دیدند . 
متشکل از :
τ Scorpii ، σ Scorpii
دلتا عقرب
ستاره در صورت فلکی عقرب
سیگما عقرب
ستاره متغیر در صورت فلکی عقرب